# 趙世延
趙 世延（ちょう せいえん、1260年 - 1336年）は、大元ウルスに仕えた政治家で、オングト部アンチュル家の出身。硬骨漢の政治家として権力者と対立し不遇を託つこともあったが、最終的にクビライからトゴン・テムルに至る9名のカアンに50年余りに渡って仕え、後世その業績を讃えられている。

## 概要
趙世延の祖父はチャガタイ家に仕えて陝西・四川方面の進出に大きな功績を残したアンチュルで、父は東部チベット進出に尽力したヒジル（趙国宝）であった。趙世延は幼い頃から聡明で、読書を好み、儒学を学んだ。歴代の一族が陝西・四川方面の軍務に携わってきたのに対し、趙世延は弱冠にしてクビライに招聘されて以後、枢密院や御史台といった中央官署を歴任した。至元21年（1284年）、24歳にして雲南諸路提刑按察司判官の地位に就き、烏蒙蛮酋の軍を破って投降させる功績を挙げた。至元26年（1289年）には監察御史となり、同輩5人とともに時の有力者サンガを弾劾したが、逆に捕らえられてしまい、ともに弾劾を行った者の中で運良く趙世延のみが罪を免れた。
至元29年（1292年）、江南湖北道粛政廉訪司事となり、儒学を振興し、義倉を立て、淫祠を撤廃した。クビライの死後、オルジェイトゥ・カアン（成宗テムル）が即位すると、中書左司都事、江南行台治書侍御史、安西路総管などを歴任した。
クルク・カアン（武宗カイシャン）の治世の至大元年（1308年）、趙世延四川粛政廉訪使に就任した。至大4年（1311年）には八百媳婦（ラーンナー）に遠征した右丞の劉深が敗退して処刑されたため、これを聞いた右丞のアグタイが自ら軍を率いてラーンナーに遠征しようとした。これに対し、趙世延はたとえラーンナーを征服したとしてもこれ以上兵や将官を失ってしまえば、国家にとっての損失はより大きくなると主張し、ラーンナーへの再遠征を中止させるよう尽力した。
ブヤント・カアン（仁宗アユルバルワダ）の治世の皇慶2年（1313年）、趙世延は江浙行省参知政事の地位に就き、ついで中央に召還されて侍御史に任命された。延祐元年（1314年）、中書省の参知政事に昇格し、さらにその後御史中丞に移った。しかし、このように順調に出世していった趙世延は次第に時の権力者テムデルと対立するようになり、雲南に左遷されてしまった。しかし趙世延はテムデルへの批判をやめず、延祐3年（1316年）には13の罪悪を数えてテムデルを弾劾し、また他の監察御史からの弾劾も重なってテムデルは一旦官職を辞した。しかし、延祐7年（1320年）にブヤント・カアンが崩御するとテムデルはすぐに復職してかつての弾劾者たちに報復を始めた。報復の対象には当然趙世延も入っており、趙世延は捕らえられて首都に送られた上、獄につながれた。なお、この時兄の趙世栄は対照的に陝西行省の平省政事から中書省の平省政事に昇格となっているが、何故このような境遇の差があらわれたかは不明である。
しかし、かねてよりテムデルの専権を嫌っていた新帝のゲゲーン・カアン（英宗シデバラ）はジャライル部のバイジュを登用してテムデルに対抗しようとしており、趙世延はバイジュの取りなしによって獄より出ることができた。さらに、ゲゲーン・カアンは周囲の者たちに「趙世延は先帝も敬意を払った人物であるのに、テムデルは妄りに罪をでっちあげ、処刑するよう何度も請うているが、これは全くの私怨に過ぎない。朕はどうしてこのような請願に従えようか」 とまで述べてテムデルのやりようを批判した。趙世延の出獄を聞いたテムデルは怒って「これはバイジュがカアンをだまして行われたことだ」と述べたが、これを聞いたゲゲーン・カアンは「これは股自らの意思で決めたことである」と語ったという。その後、テムデルが亡くなると趙世延は完全に罪を許されたが、今度はゲゲーン・カアンが南坡の変において暗殺されてしまった。その後即位した泰定帝イェスン・テムル・カアンにも引き続き仕え、江南行台御史中丞、中書右丞を歴任している。
イェスン・テムル・カアンが崩御すると、次代のカアン位を巡ってトク・テムル（後のジャヤガトゥ・カアン）を擁する大都派と、アリギバを擁する上都派との間で天暦の内乱が勃発した。この内乱において趙世延は大都派として活躍したため、大都派が勝利しトク・テムルが即位すると御史中丞兼翰林学士承旨に任じられた。しかし、趙世延は年をとって病がちなことを理由にこの任官を辞退しようとしたが許されず、その後も中書平章政事などを歴任した。後至元2年（1336年）5月に一族の勢力圏たる成都に移住し、同年11月に77歳にして亡くなった。

## 子孫
趙世延の息子は5人いたが、その中でもイェスデイ、オルク、バイクの3名のみが名前と事績を記録されている。

### イェスデイ
イェスデイは黄州路総管を務めており、主に紅巾の乱討伐などに功績を挙げた。しかし、その最中に味方に見殺しにされる形で戦死しており、その忠義を讃えて『元史』では巻195列伝82忠義伝3に立伝されている。

### オルク
江浙行省理問官を務めていたことが記録されているが、具体的な事績については全く記録がない。

### バイク
バイクは夔州路総管を務めていた。1328年に天暦の乱が勃発すると四川においてもバイクの一族と縁の深いタイダル家のナンギャダイが上都派に立って蜂起したバイクはこの内乱に巻き込まれて殺されてしまったが、内乱自体は上都派の敗北に終わったため、内乱の終結後に蜀郡公に追封されている。

## オングト部アンチュル家
- 征行大元帥アンチュル（Ančul ＞按竺邇,ànzhúĕr）
  - 征行元帥チェリク（Čelig ＞徹理,chèlǐ）
    - 征行元帥ボロト・カダ（Bolod qada ＞歩魯合荅,bùlŭhédá）
      - 管軍千戸マング・ブカ（Manγu buqa ＞忙古不花,mánggŭbùhuā）

  - 元帥兼文州吐蕃万戸達魯花赤ヒジル（趙国宝）（zhàoguóbǎo）
    - 吐蕃宣慰使議事都元帥ノカイ（趙世栄）（Noqai ＞那懐,nàhuái/zhàoshìróng）
    - 趙世延（zhàoshìyán）
      - 黄州路総管イェスデイ（Yesüdei ＞野峻台,yĕjùntái）
      - 江浙行省理問官オルク（Örüg ＞月魯,yuèlŭ）
      - 夔州路総管バイク（Baiqu ＞伯忽,bǎihū）

  - 昭毅大将軍・招討使テムル（趙国安）（Temür ＞帖木児,tièmùér/zhàoguóān）
  - 趙国能（zhàoguónéng）